# Жуантобе (Северо-Казахстанская область)
Жуантобе (каз. Жуантөбе) — упразднённое село в Уалихановском районе Северо-Казахстанской области Казахстана. Село входит в состав Кайратского сельского округа. Ликвидировано в 2010 г.

## География
Расположено около озера Силетитениз.

## Население
В 1999 году население села составляло 163 человека (81 мужчина и 82 женщины). По данным переписи 2009 года, в селе проживало 37 человек (17 мужчин и 20 женщин).